# Wahlen 1952
◄◄ | ◄ | 1948 | 1949 | 1950 | 1951 | Wahlen 1952 | 1953 | 1954 | 1955 | 1956 | ► | ►►

Weitere Ereignisse
Folgende Wahlen fanden 1952 statt:

## Afrika
- Wahlen zur Territorialversammlung in Dahomey 1952
- Wahlen zur Territorialversammlung Gabuns 1952
- Am 30. März die Wahlen zur Territorialversammlung in Niger 1952

## Amerika
- Präsidentschaftswahl in Chile 1952
- Parlamentswahlen in Mexiko 1952
- Am 6. Juli die Präsidentschaftswahl in Mexiko 1952
- Präsidentschaftswahl in den Vereinigten Staaten 1952 am 4. November
- Wahl zum Senat der Vereinigten Staaten 1952 am 4. November

## Asien
- Parlamentswahlen in Japan 1952
- Bis zum 21. Februar 1952 die Parlamentswahl in Indien 1951–1952
- Am 2. Mai die Präsidentschaftswahl in Indien 1952
- Präsidentschaftswahlen in Israel 1952

## Europa

### Deutschland
- Am 9. März die Wahl zur Verfassunggebenden Landesversammlung in Baden-Württemberg 1952
- Am 4. Mai Kommunalwahlen in Hessen 1952
- Landtagswahl im Saarland 1952

### Weitere Länder
- Parlamentswahl in Griechenland 1952
- Präsidentschaftswahl in Irland 1952
- Präsidentschaftswahl in Island 1952
- Parlamentswahl in den Niederlanden 1952
- Wahl zum Schwedischen Reichstag 1952